# Samuel Prakel
Samuel Prakel (29 ottobre 1994) è un mezzofondista statunitense.

## Palmarès
| Anno | Manifestazione           | Sede     | Evento       | Risultato | Prestazione | Note                          |
| ---- | ------------------------ | -------- | ------------ | --------- | ----------- | ----------------------------- |
| 2022 | Mondiali indoor          | Belgrado | 1500 m piani | 9º        | 3'38"40     |                               |
| 2023 | Mondiali corsa su strada | Riga     | Miglio       | Bronzo    | 3'56"43     | Miglior prestazione personale |
| 2025 | Mondiali indoor          | Nanchino | 1500 m piani | 9º        | 3'44"48     |                               |

## Campionati nazionali
2013
- Bronzo ai campionati statunitensi juniores, 1500 m piani - 3'46"93

2017
- 7º ai campionati statunitensi, 1500 m piani - 3'45"02

2018
- 7º ai campionati statunitensi, 1500 m piani - 3'44"01

2019
- 6º ai campionati statunitensi, 1500 m piani - 3'46"09
- 4º ai campionati statunitensi indoor, miglio - 4'01"76

2020
- 7º ai campionati statunitensi indoor, 1500 m piani - 3'47"84

2022
- 8º ai campionati statunitensi, 1500 m piani - 3'46"49
- 4º ai campionati statunitensi indoor, 1500 m piani - 3'39"92

2023
- 4º ai campionati statunitensi, 1500 m piani - 3'35"83
- Oro ai campionati statunitensi indoor, 3000 m piani - 8'12"46
- Oro ai campionati statunitensi indoor, 1500 m piani - 3'42"62
- Oro ai campionati statunitensi, miglio su strada - 4'01"21

2024
- 6º ai campionati statunitensi indoor, 1500 m piani - 3'40"04
- Argento ai campionati statunitensi di 5 km su strada - 13'39"

2025
- Argento ai campionati statunitensi indoor, 1500 m piani - 3'39"14

## Altre competizioni internazionali
2021
- 4º al Prefontaine Classic ( Eugene), miglio - 3'55"99

2022
- 4º al Prefontaine Classic ( Eugene), 1500 m piani - 3'36"43

2024
- Bronzo all'USATF New York City Grand Prix ( New York), 1500 m piani - 3'36"03